# TFF 3. Lig 2012/13
Die Spor Toto Türkiye 3. Futbol Ligi 2012/13 war die zwölfte Spielzeit der vierthöchsten türkischen Spielklasse im professionellen Männer-Fußball. Sie begann am 8. September 2012 mit dem 1. Spieltag und endete am 19. Mai 2013 mit den Playofffinalebegegnungen.
In der Saison 2012/13 wurde die TFF 3. Lig wie in der vorherigen Saison in drei Gruppen unterteilt. Im Gegensatz zur Vorsaison wurde die Mannschaftszahl pro Gruppe um eine Mannschaft von 19 auf 18 Mannschaften reduziert. Während es im Sommer 2012 pro Gruppe vier Absteiger (insgesamt zwölf Absteiger) in die Bölgesel Amatör Lig (kurz: BAL) gab, stiegen von der BAL neun Mannschaften auf. Somit spielen in drei Gruppen insgesamt 54 Vereine um den Aufstieg in die TFF 2. Lig beziehungsweise gegen den Abstieg in die fünftklassige Bölgesel Amatör Lig. Die Einteilung der Mannschaften in die jeweiligen Gruppen wurde per Auslosung bestimmt. Die Auslosung fand am 27. Juni 2012 in der türkischen Hauptstadt Ankara statt.
Die Tabellenersten aller drei Gruppen stiegen direkt in die höhere TFF 2. Lig auf. Die Mannschaften auf den Plätzen zwei bis fünf aller drei Gruppen nahmen an den Play-offs teil, in denen die restlichen drei Aufsteiger per K.-o.-System bestimmt wurden. Die Play-offs wurden in einer für alle teilnehmenden Mannschaften neutralen Stadt ausgetragen und fingen mit den Halbfinalbegegnungen an. Die Halbfinalgegner wurden per Losverfahren bestimmt. Nach den Halbfinalbegegnungen wurden in drei Finalbegegnungen die restlichen Aufsteiger ermittelt.
Die Mannschaften auf den Plätzen 16 bis 18 stiegen in die höchste Amateurliga, die Bölgesel Amatör Lig ab.
Wie in der TFF 2. Lig auch, sind in der TFF 3. Lig ausländische Spieler nicht spielberechtigt.
Um seine Herkunft aus der Provinz Erzincan zu verdeutlichen, nannte sich der Aufsteiger Refahiyespor am 11. Juli 2012 in Erzincan Refahiyespor um. Ferner änderte der in einem Stadtteil Trabzons ansässige Verein Trabzon Yalıspor seinen Namen in Trabzon Kanuni FK um. Hier hatten vor der Namensänderung Personen die Trabzonspor nahestehen sich in den Vereinsvorstand wählen lassen. Nachdem von diesen Personen die Vereinsführung übernommen worden war, wurden alle Schulden getilgt und die Namensänderung vorgenommen. Der Verein Sandıklı Belediyespor änderte seinen Namen in Sandıklıspor um.

## Mannschaften 2012/13

### 1. Gruppe
| Mannschaft            | Stadt      | Gründung | In der Liga seit | Letzte Saison | Stadion                      | Kapazität |
| --------------------- | ---------- | -------- | ---------------- | ------------- | ---------------------------- | --------- |
| Ankara Demirspor      | Ankara     | 1932     | ?                | 15.           | Cebeci İnönü Stadyumu        | 37.0000   |
| Belediye Vanspor      | Van        | 1982     | ?                | 8.            | Van Atatürk Stadı            | 10.5000   |
| Bergama Belediyespor  | Bergama    | 1970     | 2012             | BAL           | 14 Eylül Stadı               | 2.000     |
| Beşikdüzüspor         | Beşikdüzü  | 1957     | 2011             | 9.            | Vakfıkebir İlçe Stadion      | 3.000     |
| Çorumspor             | Çorum      | 1967     | 2012             | TFF 2. Lig    | Dr. Turhan Kılıçcıoğlu Stadı | 11.2630   |
| Diyarbakır BB         | Diyarbakır | 1990     | ?                | 3.            | ?                            | ?         |
| Fatih Karagümrük      | Istanbul   | 1926     | 2012             | BAL           | Vefa Stadı                   | 12.5000   |
| Gölcükspor            | Gölcük     | 1984     | ?                | 9.            | Şirinköy Stadı               | 5.000     |
| İstanbulspor          | Istanbul   | 1926     | ?                | 7.            | Bahçelievler Stadı           | 5.000     |
| Orhangazispor         | Orhangazi  | 1982     | ?                | 12.           | Orhangazi Stadı              | 2.000     |
| Kastamonuspor         | Kastamonu  | 1966     | ?                | 11.           | Gazi Stadyumu                | 4.033     |
| Kayseri Şekerspor     | Kayseri    | ?        | 2012             | BAL           | ?                            | ?         |
| Kırıkhanspor          | Kırıkhan   | 1938     | ?                | 12.           | Kırıkhan Şehir Stadyumu      | 6.500     |
| Pazarspor             | Pazar      | 1973     | ?                | 7.            | Alparslan Türkeş Stadı       | 16.7500   |
| Sandıklıspor          | Sandıklı   | 1986     | ?                | 3.            | Sandıklı Şehir Stadyumu      | ?         |
| Siirtspor             | Siirt      | 1969     | ?                | 4.            | Siirt Atatürk Stadyumu       | 5.650     |
| Tekirova Belediyespor | Kemer      | 2003     | ?                | 13.           | Dr. Fehmi Öncel Stadı        | 12.3900   |
| Üsküdar Anadolu       | Istanbul   | 1953     | ?                | 10.           | Beylerbeyi 75. Yıl Stadı     | 5.000     |

### 2. Gruppe
| Mannschaft                 | Stadt      | Gründung | In der Liga seit | Letzte Saison | Stadion                   | Kapazität |
| -------------------------- | ---------- | -------- | ---------------- | ------------- | ------------------------- | --------- |
| Sivas 4 Eylül Belediyespor | Sivas      | 2009     | ?                | 8.            | Sivas 4 Eylül Stadı       | 16.8500   |
| Adıyamanspor               | Adıyaman   | 1946     | ?                | TFF 2. Lig    | Adıyaman Atatürk Stadyumu | 8.596     |
| Aydınspor 1923             | Aydın      | ?        | ?                | 9.            | Adnan Menderes Stadyumu   | 15.0000   |
| Batman Petrolspor          | Batman     | 1960     | ?                | 6.            | Batman 16 Mayıs Stadyumu  | 4.900     |
| Belediye Bingölspor        | Bingöl     | 1981     | ?                | 3.            | Bingöl Şehir Stadı        | 3.000     |
| Bursa Nilüferspor          | Nilüfer    | 1999     | ?                | 5.            | Nilüfer Stadı             | 2.000     |
| Dardanelspor               | Çanakkale  | 1966     | ?                | 12.           | 18 Mart Stadyumu          | 12.6920   |
| Derince Belediyespor       | Derince    | 1995     | 2012             | BAL           | İsmetpaşa Stadyumu        | 16.7500   |
| Gebzespor                  | Gebze      | 1955     | ?                | 15.           | Gebze İlçe Stadyumu       | 27.0000   |
| Hacettepe SK               | Ankara     | 2001     | ?                | 4.            | Cebeci İnönü Stadı        | 37.0000   |
| İskenderunspor 1967        | İskenderun | 1967     | ?                | 11.           | 5 Temmuz Stadyumu         | 18.0000   |
| Kilimli Belediyespor       | Kilimli    | 1951     | ?                | 13.           | Kilimli İlçe Stadyumu     | 5.000     |
| Manavgat Evrensekispor     | Evrenseki  | 2008     | ?                | 6.            | Evrenseki Belde Stadyumu  | 0300      |
| Menemen Belediyespor       | Menemen    | 1993     | ?                | 7.            | Menemen Şehir Stadı       | 2.500     |
| Erzincan Refahiyespor      | Refahiye   | 1984     | 2012             | BAL           | ?                         | ?         |
| Silivrispor                | Silivri    | 1957     | 2012             | BAL           | ?                         | ?         |
| Ümraniyespor               | Istanbul   | 1938     | ?                | 13.           | Ümraniye İlçe Stadyumu    | 0500      |
| Trabzon Kanuni FK          | Trabzon    | 1980     | ?                | 4.            | Yavuz Selim Stadyumu      | 10.3400   |

### 3. Gruppe
| Mannschaft                 | Stadt         | Gründung | In der Liga seit | Letzte Saison | Stadion                        | Kapazität |
| -------------------------- | ------------- | -------- | ---------------- | ------------- | ------------------------------ | --------- |
| Altınordu Izmir            | Izmir         | 1923     | 2012             | TFF 2. Lig    | Buca Stadyumu                  | 2.500     |
| Arsinspor                  | Arsin         | 1973     | ?                | 14.           | Arsin İlçe Stadı               | 10.0000   |
| Beylerbeyi SK              | Istanbul      | 1911     | ?                | 14.           | Beylerbeyi 75. Yıl Stadı       | 5.500     |
| Çorum Belediyespor         | Çorum         | 1997     | 2012             | BAL           | ?                              | ?         |
| Darıca Gençlerbirliği      | -             | 1934     | ?                | 8             | Darıca İlçe Stadı              | 6.000     |
| Diyarbakırspor             | Diyarbakır    | 1968     | 2012             | TFF 2. Lig    | Diyarbakır-Atatürk-Stadion     | 13.0000   |
| Elazığ Belediyespor        | Elazığ        | 1989     | ?                | 14.           | Elazığ Atatürk Stadyumu        | 15.0000   |
| Emrespor                   | Isparta       | 1965     | 2012             | BAL           | Isparta Atatürk Şehir Stadyumu | 10.0000   |
| Erzurum BB                 | Erzurum       | 2005     | ?                | 6.            | Yeni Erzurum Stadyumu          | 28.8000   |
| Gümüşhanespor              | Gümüşhane     | 1995     | ?                | 5.            | Gümüşhane Şehir Stadı          | 4.000     |
| Kahramanmaraş Belediyespor | Kahramanmaraş | 1976     | 2012             | BAL           | ?                              | ?         |
| Keçiörengücü               | Ankara        | 1987     | ?                | 2.            | Aktepe Stadı                   | 5.040     |
| Kocaelispor                | Kocaeli       | 1966     | 2012             | TFF 2. Lig    | Ismetpaşa-Stadion              | 16.7500   |
| Maltepespor                | Istanbul      | 1923     | ?                | 10.           | Maltepe Hasan Polat Stadyumu   | 6.000     |
| Mardinspor                 | Mardin        | 1969     | 2012             | TFF 2. Lig    | 21 Kasım Stadyumu              | 6.000     |
| Oyak Renault SK            | Bursa         | 1974     | ?                | 15.           | Veledrom Stadı                 | 10.0000   |
| Sancaktepe Belediyespor    | Istanbul      | 2008     | ?                | 10.           | Hakan Şükür Stadyumu           | 7.000     |
| Yozgatspor                 | Yozgat        | 1959     | ?                | 11.           | Bozok Stadyumu                 | 8.640     |

## 1. Gruppe

### Abschlusstabelle
| Pl. | Verein                   | Sp. | S  | U  | N  | Tore    | Diff. | Punkte |
| --- | ------------------------ | --- | -- | -- | -- | ------- | ----- | ------ |
| 1.  | Diyarbakır BB            | 34  | 20 | 9  | 5  | 062:220 | +40   | 69     |
| 2.  | Fatih Karagümrük (N)     | 34  | 19 | 6  | 9  | 059:350 | +24   | 63     |
| 3.  | İstanbulspor             | 34  | 17 | 7  | 10 | 049:320 | +17   | 58     |
| 4.  | Tekirova Belediyespor    | 34  | 16 | 9  | 9  | 062:460 | +16   | 57     |
| 5.  | Pazarspor                | 34  | 15 | 12 | 7  | 052:350 | +17   | 57     |
| 6.  | Kırıkhanspor             | 34  | 15 | 8  | 11 | 046:360 | +10   | 53     |
| 7.  | Orhangazispor            | 34  | 14 | 11 | 9  | 036:280 | +8    | 53     |
| 8.  | Kayseri Şekerspor (N)    | 34  | 13 | 8  | 13 | 048:440 | +4    | 47     |
| 9.  | Ankara Demirspor         | 34  | 11 | 13 | 10 | 040:360 | +4    | 46     |
| 10. | Üsküdar Anadolu 1908 SK  | 34  | 12 | 9  | 13 | 040:390 | +1    | 45     |
| 11. | Gölcükspor               | 34  | 12 | 8  | 14 | 044:480 | −4    | 44     |
| 12. | Belediye Vanspor         | 34  | 10 | 10 | 14 | 028:390 | −11   | 40     |
| 13. | Siirtspor                | 34  | 11 | 6  | 17 | 039:580 | −19   | 39     |
| 14. | Sandıklıspor             | 34  | 10 | 9  | 15 | 045:560 | −11   | 39     |
| 15. | Bergama Belediyespor (N) | 34  | 9  | 12 | 13 | 035:500 | −15   | 39     |
| 16. | Kastamonuspor            | 34  | 10 | 8  | 16 | 053:550 | −2    | 38     |
| 17. | Beşikdüzüspor            | 34  | 8  | 14 | 12 | 031:330 | −2    | 38     |
| 18. | Çorumspor (A)            | 34  | 3  | 3  | 28 | 029:106 | −77   | 12     |

Platzierungskriterien: 1. Punkte – 2. Direkter Vergleich (Punkte, Tordifferenz, geschossene Tore) – 3. Tordifferenz – 4. geschossene Tore

| (A) | Absteiger aus der TFF 2. Lig 2011/12 |

### Kreuztabelle
Die Kreuztabelle stellt die Ergebnisse aller Spiele dieser Saison dar. Die Heimmannschaft ist in der linken Spalte, die Gastmannschaft in der oberen Zeile aufgelistet.
| 2012/13               | Ankara Demirspor |     | Bergama Belediyespor | Beşikdüzüspor | Çorumspor | Diyarbakır BB | Fatih Karagümrük | Gölcükspor | İstanbulspor | Orhangazispor | Kastamonuspor |     | Kırıkhanspor | Pazarspor | Sandıklıspor | Siirtspor | Tekirova Belediyespor | Üsküdar Anadolu |
| --------------------- | ---------------- | --- | -------------------- | ------------- | --------- | ------------- | ---------------- | ---------- | ------------ | ------------- | ------------- | --- | ------------ | --------- | ------------ | --------- | --------------------- | --------------- |
| Ankara Demirspor      |                  | 1:0 | 3:1                  | 1:1           | 2:2       | 0:1           | 1:2              | 3:0        | 0:1          | 1:0           | 0:0           | 1:1 | 1:0          | 1:1       | 4:1          | 0:1       | 2:2                   | 1:1             |
| Belediye Vanspor      | 0:1              |     | 1:0                  | 1:0           | 2:1       | 1:1           | 2:2              | 0:3        | 0:2          | 1:2           | 3:1           | 1:1 | 1:3          | 1:1       | 2:1          | 3:0       | 0:2                   | 1:0             |
| Bergama Belediyespor  | 0:0              | 1:1 |                      | 0:0           | 3:2       | 0:1           | 1:4              | 2:0        | 1:1          | 1:1           | 1:1           | 1:0 | 0:1          | 1:1       | 0:0          | 3:4       | 0:1                   | 0:2             |
| Beşikdüzüspor         | 1:1              | 0:0 | 1:1                  |               | 1:1       | 0:1           | 0:1              | 2:2        | 0:1          | 1:2           | 1:2           | 3:0 | 1:1          | 0:0       | 0:0          | 2:0       | 2:1                   | 0:0             |
| Çorumspor             | 1:4              | 0:0 | 0:1                  | 1:3           |           | 1:4           | 0:3              | 1:2        | 2:1          | 1:2           | 1:4           | 3:2 | 0:1          | 1:2       | 0:1          | 1:4       | 1:3                   | 2:1             |
| Diyarbakır BB         | 1:1              | 1:0 | 0:1                  | 3:0           | 6:0       |               | 2:3              | 2:1        | 1:1          | 1:1           | 0:0           | 2:0 | 2:0          | 2:2       | 3:0          | 4:1       | 3:1                   | 3:1             |
| Fatih Karagümrük SK   | 4:0              | 0:0 | 1:2                  | 0:2           | 5:0       | 1:0           |                  | 4:0        | 3:2          | 0:1           | 2:1           | 1:0 | 1:0          | 1:2       | 1:1          | 2:0       | 3:3                   | 0:0             |
| Gölcükspor            | 1:0              | 4:1 | 3:2                  | 1:1           | 5:1       | 0:1           | 3:1              |            | 1:1          | 0:2           | 1:1           | 1:2 | 1:0          | 0:0       | 1:1          | 1:0       | 2:2                   | 1:2             |
| İstanbulspor          | 2:0              | 1:2 | 3:0                  | 3:0           | 1:0       | 2:1           | 0:2              | 0:1        |              | 1:3           | 3:2           | 0:1 | 2:1          | 0:0       | 2:3          | 0:0       | 2:1                   | 0:1             |
| Orhangazispor         | 1:2              | 0:0 | 1:1                  | 0:0           | 2:0       | 0:1           | 2:0              | 0:0        | 1:1          |               | 2:0           | 1:1 | 0:1          | 1:1       | 1:0          | 0:1       | 0:1                   | 1:1             |
| Kastamonuspor         | 2:1              | 0:2 | 1:1                  | 0:1           | 5:0       | 0:2           | 0:3              | 1:2        | 0:1          | 0:1           |               | 1:0 | 2:4          | 2:1       | 5:1          | 1:1       | 3:2                   | 1:2             |
| Kayseri Şekerspor     | 1:1              | 3:0 | 7:2                  | 3:2           | 7:0       | 1:2           | 0:1              | 2:1        | 0:1          | 2:0           | 1:0           |     | 3:1          | 2:1       | 0:4          | 1:0       | 1:3                   | 1:5             |
| Kırıkhanspor          | 1:2              | 1:0 | 1:2                  | 0:0           | 4:0       | 1:0           | 2:1              | 3:0        | 0:4          | 1:1           | 3:0           | 0:0 |              | 2:2       | 2:1          | 4:0       | 2:1                   | 1:3             |
| Pazarspor             | 2:0              | 2:0 | 3:0                  | 1:3           | 4:0       | 2:2           | 1:0              | 3:2        | 1:0          | 4:1           | 3:3           | 0:0 | 1:0          |           | 2:1          | 4:3       | 1:2                   | 2:0             |
| Sandıklıspor          | 1:1              | 0:0 | 1:2                  | 1:0           | 6:3       | 0:6           | 2:5              | 1:3        | 2:3          | 0:1           | 2:2           | 1:1 | 2:3          | 1:0       |              | 1:0       | 2:1                   | 2:0             |
| Siirtspor             | 1:3              | 2:0 | 2:1                  | 2:1           | 3:1       | 0:2           | 1:2              | 2:1        | 0:3          | 0:3           | 2:5           | 0:2 | 0:0          | 0:1       | 2:2          |           | 0:0                   | 2:1             |
| Tekirova Belediyespor | 2:1              | 1:0 | 1:2                  | 2:1           | 6:2       | 0:0           | 1:1              | 3:1        | 2:2          | 2:0           | 5:3           | 2:2 | 1:1          | 1:0       | 2:0          | 2:4       |                       | 3:0             |
| Üsküdar Anadolu SK    | 0:0              | 1:2 | 1:1                  | 0:1           | 6:0       | 1:1           | 0:2              | 1:0        | 0:2          | 1:2           | 0:4           | 2:0 | 1:1          | 2:1       | 1:0          | 1:1       | 2:0                   |                 |

## 2. Gruppe

### Abschlusstabelle
| Pl. | Verein                     | Sp. | S  | U  | N  | Tore    | Diff. | Punkte |
| --- | -------------------------- | --- | -- | -- | -- | ------- | ----- | ------ |
| 1.  | Aydınspor 1923             | 34  | 20 | 8  | 6  | 062:240 | +38   | 68     |
| 2.  | Dardanelspor               | 34  | 18 | 9  | 7  | 063:310 | +32   | 63     |
| 3.  | Sivas 4 Eylül Belediyespor | 34  | 16 | 11 | 7  | 047:330 | +14   | 59     |
| 4.  | Batman Petrolspor          | 34  | 18 | 5  | 11 | 049:370 | +12   | 59     |
| 5.  | Ümraniyespor               | 34  | 16 | 10 | 8  | 053:330 | +20   | 58     |
| 6.  | Belediye Bingölspor        | 34  | 14 | 11 | 9  | 044:380 | +6    | 53     |
| 7.  | Hacettepe SK               | 34  | 13 | 13 | 8  | 051:410 | +10   | 52     |
| 8.  | Menemen Belediyespor       | 34  | 12 | 12 | 10 | 047:430 | +4    | 48     |
| 9.  | Manavgat Evrensekispor     | 34  | 10 | 13 | 11 | 053:530 | ±0    | 43     |
| 10. | Erzincan Refahiyespor (N)  | 34  | 10 | 12 | 12 | 036:360 | ±0    | 42     |
| 11. | Adıyamanspor (A)           | 34  | 11 | 9  | 14 | 044:460 | −2    | 42     |
| 12. | Derince Belediyespor (N)   | 34  | 10 | 11 | 13 | 037:470 | −10   | 41     |
| 13. | Silivrispor (N)            | 34  | 11 | 8  | 15 | 027:430 | −16   | 41     |
| 14. | Bursa Nilüferspor          | 34  | 10 | 10 | 14 | 045:510 | −6    | 40     |
| 15. | Trabzon Kanuni FK          | 34  | 11 | 7  | 16 | 031:470 | −16   | 40     |
| 16. | Kilimli Belediyespor       | 34  | 8  | 15 | 11 | 039:470 | −8    | 39     |
| 17. | İskenderunspor 1967        | 34  | 7  | 6  | 21 | 037:720 | −35   | 27     |
| 18. | Gebzespor                  | 34  | 4  | 4  | 26 | 039:820 | −43   | 16     |

Platzierungskriterien: 1. Punkte – 2. Direkter Vergleich (Punkte, Tordifferenz, geschossene Tore) – 3. Tordifferenz – 4. geschossene Tore

| (A) | Absteiger aus der TFF 2. Lig 2011/12 |

### Kreuztabelle
Die Kreuztabelle stellt die Ergebnisse aller Spiele dieser Saison dar. Die Heimmannschaft ist in der linken Spalte, die Gastmannschaft in der oberen Zeile aufgelistet.
| 2012/13                    | Sivas 4 Eylül Belediyespor | Adıyamanspor | Aydınspor 1923 | Batman Petrolspor | Belediye Bingölspor | Bursa Nilüferspor | Dardanelspor | Derince Belediyespor | Gebzespor | Hacettepe SK |     | Kilimli Belediyespor |     | Menemen Belediyespor |     |     | Ümraniyespor | Trabzon Kanuni FK |
| -------------------------- | -------------------------- | ------------ | -------------- | ----------------- | ------------------- | ----------------- | ------------ | -------------------- | --------- | ------------ | --- | -------------------- | --- | -------------------- | --- | --- | ------------ | ----------------- |
| Sivas 4 Eylül Belediyespor |                            | 3:0          | 1:0            | 2:0               | 3:3                 | 0:0               | 1:2          | 2:1                  | 3:0       | 2:1          | 3:0 | 2:0                  | 1:1 | 2:1                  | 0:0 | 3:1 | 0:2          | 0:0               |
| Adıyamanspor               | 0:0                        |              | 1:1            | 2:0               | 2:0                 | 1:3               | 0:2          | 3:0                  | 0:0       | 2:2          | 3:1 | 0:0                  | 1:2 | 1:1                  | 1:3 | 0:2 | 3:1          | 0:0               |
| Aydınspor 1923             | 0:1                        | 3:1          |                | 2:1               | 2:0                 | 2:1               | 2:0          | 3:0                  | 5:0       | 2:2          | 4:0 | 1:1                  | 4:0 | 1:0                  | 2:1 | 4:0 | 1:0          | 0:1               |
| Batman Petrolspor          | 2:1                        | 2:0          | 1:1            |                   | 2:1                 | 3:2               | 2:1          | 4:1                  | 1:6       | 2:0          | 2:0 | 4:1                  | 2:1 | 1:0                  | 2:0 | 1:0 | 1:1          | 3:1               |
| Belediye Bingölspor        | 0:0                        | 1:0          | 2:2            | 0:2               |                     | 2:1               | 0:4          | 1:0                  | 3:0       | 2:1          | 2:3 | 2:2                  | 3:1 | 0:0                  | 1:0 | 1:1 | 1:0          | 3:0               |
| Bursa Nilüferspor          | 1:2                        | 1:3          | 0:3            | 1:5               | 0:2                 |                   | 0:1          | 4:2                  | 1:0       | 1:1          | 1:1 | 3:0                  | 1:2 | 1:0                  | 1:0 | 1:1 | 4:1          | 0:0               |
| Dardanelspor               | 1:3                        | 1:1          | 0:1            | 2:1               | 1:1                 | 2:2               |              | 1:1                  | 2:0       | 3:3          | 4:1 | 1:1                  | 0:0 | 0:1                  | 3:0 | 3:0 | 0:0          | 4:1               |
| Derince Belediyespor       | 2:1                        | 2:3          | 0:0            | 1:0               | 3:2                 | 2:1               | 1:3          |                      | 3:1       | 0:0          | 1:1 | 3:1                  | 0:0 | 0:1                  | 1:1 | 0:0 | 1:4          | 4:0               |
| Gebzespor                  | 1:2                        | 03:          | 0:3            | 0:3               | 1:2                 | 1:4               | 1:3          | 0:1                  |           | 3:4          | 1:0 | 0:0                  | 1:2 | 4:5                  | 2:1 | 0:1 | 2:2          | 1:2               |
| Hacettepe SK               | 1:1                        | 1:0          | 2:1            | 2:0               | 1:0                 | 2:2               | 1:2          | 0:0                  | 1:1       |              | 2:0 | 1:1                  | 2:1 | 0:0                  | 3:1 | 2:0 | 0:1          | 2:0               |
| İskenderunspor 1967        | 0:1                        | 3:2          | 1:2            | 3:0               | 1:1                 | 1:1               | 1:5          | 1:2                  | 2:7       | 2:4          |     | 1:3                  | 1:1 | 1:3                  | 0:1 | 2:0 | 1:0          | 2:1               |
| Kilimli Belediyespor       | 1:1                        | 1:2          | 1:1            | 0:1               | 1:1                 | 1:1               | 1:0          | 3:1                  | 4:2       | 1:1          | 2:1 |                      | 0:0 | 0:0                  | 1:1 | 4:2 | 2:1          | 1:1               |
| Manavgat Evrensekispor     | 2:1                        | 2:3          | 1:0            | 1:1               | 0:1                 | 3:3               | 3:3          | 0:2                  | 5:0       | 2:3          | 7:1 | 3:2                  |     | 0:0                  | 1:1 | 3:1 | 2:2          | 3:1               |
| Menemen Belediyespor       | 1:1                        | 3:2          | 2:5            | 1:0               | 2:1                 | 0:2               | 2:1          | 1:1                  | 4:1       | 1:1          | 0:4 | 1:0                  | 6:0 |                      | 1:1 | 1:1 | 0:0          | 3:1               |
| Erzincan Refahiyespor      | 1:1                        | 1:1          | 0:1            | 0:0               | 0:0                 | 3:0               | 0:4          | 1:1                  | 1:0       | 2:1          | 2:0 | 4:0                  | 1:1 | 2:0                  |     | 0:1 | 2:2          | 1:2               |
| Silivrispor                | 3:2                        | 0:1          | 1:1            | 2:0               | 0:2                 | 1:0               | 0:1          | 0:0                  | 2:1       | 0:2          | 1:0 | 0:1                  | 2:1 | 3:2                  | 0:3 |     | 0:0          | 1:0               |
| Ümraniyespor               | 4:0                        | 1:0          | 2:0            | 1:0               | 1:2                 | 3:0               | 0:2          | 2:0                  | 3:2       | 3:1          | 3:1 | 2:1                  | 2:2 | 3:3                  | 2:0 | 0:0 |              | 1:0               |
| Trabzon Kanuni FK          | 1:2                        | 3:2          | 0:2            | 0:0               | 1:1                 | 0:1               | 0:1          | 2:0                  | 4:0       | 2:1          | 0:0 | 2:1                  | 1:0 | 3:2                  | 0:1 | 1:0 | 0:4          |                   |

## 3. Gruppe

### Abschlusstabelle
| Pl. | Verein                         | Sp. | S  | U  | N  | Tore    | Diff. | Punkte |
| --- | ------------------------------ | --- | -- | -- | -- | ------- | ----- | ------ |
| 1.  | Altınordu Izmir (A)            | 34  | 23 | 7  | 4  | 075:270 | +48   | 76     |
| 2.  | Darıca Gençlerbirliği          | 34  | 21 | 7  | 6  | 066:330 | +33   | 70     |
| 3.  | Keçiörengücü                   | 34  | 21 | 6  | 7  | 059:310 | +28   | 69     |
| 4.  | Kahramanmaraş Belediyespor (N) | 34  | 21 | 2  | 11 | 065:340 | +31   | 65     |
| 5.  | Gümüşhanespor                  | 34  | 17 | 13 | 4  | 058:250 | +33   | 64     |
| 6.  | Erzurum BB                     | 34  | 18 | 10 | 6  | 053:250 | +28   | 64     |
| 7.  | Sancaktepe Belediyespor        | 34  | 16 | 12 | 6  | 055:260 | +29   | 60     |
| 8.  | Maltepespor                    | 34  | 14 | 9  | 11 | 036:330 | +3    | 51     |
| 9.  | Oyak Renault SK                | 34  | 12 | 8  | 14 | 040:290 | +11   | 44     |
| 10. | Beylerbeyi SK                  | 34  | 11 | 10 | 13 | 048:480 | ±0    | 43     |
| 11. | Yozgatspor                     | 34  | 11 | 8  | 15 | 052:570 | −5    | 41     |
| 12. | Çorum Belediyespor (N)         | 34  | 9  | 11 | 14 | 043:480 | −5    | 38     |
| 13. | Arsinspor                      | 34  | 9  | 10 | 15 | 041:440 | −3    | 37     |
| 14. | Kocaelispor 1 (A)              | 34  | 11 | 7  | 16 | 044:600 | −16   | 37     |
| 15. | Elazığ Belediyespor            | 34  | 7  | 12 | 15 | 026:350 | −9    | 33     |
| 16. | Isparta Emrespor 1 (N)         | 34  | 8  | 11 | 15 | 031:370 | −6    | 32     |
| 17. | Diyarbakırspor 2 (A)           | 34  | 3  | 5  | 26 | 026:780 | −52   | 08     |
| 18. | Mardinspor 1 (A)               | 34  | 0  | 0  | 34 | 002:150 | −148  | −3     |

Platzierungskriterien: 1. Punkte – 2. Direkter Vergleich (Punkte, Tordifferenz, geschossene Tore) – 3. Tordifferenz – 4. geschossene Tore

| (A) | Absteiger aus der TFF 2. Lig 2011/12 |

### Kreuztabelle
Die Kreuztabelle stellt die Ergebnisse aller Spiele dieser Saison dar. Die Heimmannschaft ist in der linken Spalte, die Gastmannschaft in der oberen Zeile aufgelistet.
| 2012/13                    | Altınordu Izmir | Arsinspor | Beylerbeyi SK | Çorum Belediyespor | Darıca Gençlerbirliği | Diyarbakırspor | Elazığ Belediyespor |     | Erzurum BB |     | Kahramanmaraş Belediyespor | Keçiörengücü | Kocaelispor | Maltepespor | Mardinspor | Oyak Renault SK | Sancaktepe Belediyespor | Yozgatspor |
| -------------------------- | --------------- | --------- | ------------- | ------------------ | --------------------- | -------------- | ------------------- | --- | ---------- | --- | -------------------------- | ------------ | ----------- | ----------- | ---------- | --------------- | ----------------------- | ---------- |
| Altınordu Izmir            |                 | 3:1       | 2:1           | 2:0                | 3:0                   | 5:1            | 3:0                 | 3:1 | 2:2        | 0:1 | 2:1                        | 4:1          | 6:2         | 3:0         | 4:0        | 0:0             | 1:1                     | 2:0        |
| Arsinspor                  | 3:1             |           | 0:0           | 1:1                | 0:3                   | 1:1            | 1:0                 | 1:0 | 2:0        | 1:1 | 0:1                        | 1:2          | 5:2         | 0:0         | 7:1        | 0:0             | 0:1                     | 1:0        |
| Beylerbeyi SK              | 0:2             | 2:0       |               | 3:0                | 0:0                   | 4:2            | 0:0                 | 0:0 | 0:1        | 0:0 | 1:2                        | 0:2          | 4:0         | 1:0         | 6:0        | 2:1             | 0:7                     | 3:3        |
| Çorum Belediyespor         | 1:2             | 2:2       | 3:2           |                    | 2:1                   | 4:1            | 0:0                 | 2:0 | 0:3        | 1:1 | 3:2                        | 1:1          | 1:3         | 0:0         | 5:0        | 0:0             | 1:1                     | 0:1        |
| Darıca Gençlerbirliği      | 1:2             | 2:0       | 4:0           | 1:0                |                       | 5:0            | 2:1                 | 1:0 | 2:1        | 3:2 | 1:1                        | 2:1          | 2:0         | 2:2         | 6:0        | 1:1             | 1:1                     | 3:1        |
| Diyarbakırspor             | 1:2             | 0:0       | 0:5           | 1:1                | 0:2                   |                | 0:1                 | 0:1 | 0:1        | 2:4 | 0:1                        | 0:1          | 2:2         | 0:1         | 3:0        | 0:1             | 0:0                     | 4:2        |
| Elazığ Belediyespor        | 0:0             | 1:0       | 2:2           | 1:4                | 0:2                   | 3:0            |                     | 3:3 | 0:2        | 0:0 | 1:0                        | 0:1          | 2:1         | 0:1         | 2:0        | 0:0             | 1:1                     | 1:1        |
| Emrespor                   | 0:1             | 1:3       | 1:1           | 2:2                | 1:2                   | 1:0            | 1:0                 |     | 1:1        | 0:1 | 1:1                        | 0:0          | 0:0         | 2:0         | 3:0        | 1:1             | 0:1                     | 1:1        |
| Erzurum BB                 | 1:1             | 2:0       | 2:1           | 2:0                | 2:0                   | 5:0            | 2:0                 | 1:0 |            | 1:1 | 1:2                        | 1:0          | 1:0         | 1:1         | 4:1        | 2:0             | 2:1                     | 1:1        |
| Gümüşhanespor              | 2:0             | 3:1       | 1:1           | 1:0                | 1:1                   | 5:1            | 1:1                 | 2:0 | 0:0        |     | 1:0                        | 1:1          | 0:2         | 1:1         | 9:0        | 2:1             | 1:0                     | 1:0        |
| Kahramanmaraş Belediyespor | 0:2             | 3:1       | 5:0           | 1:0                | 3:4                   | 2:0            | 1:0                 | 2:1 | 3:1        | 3:1 |                            | 2:3          | 1:3         | 1:0         | 12:0       | 2:1             | 1:0                     | 1:3        |
| Keçiörengücü               | 0:2             | 3:0       | 1:0           | 2:3                | 2:0                   | 3:1            | 1:0                 | 2:1 | 1:1        | 1:0 | 1:0                        |              | 3:0         | 2:0         | 7:0        | 2:1             | 2:2                     | 5:1        |
| Kocaelispor                | 1:1             | 1:1       | 2:2           | 3:1                | 1:0                   | 3:0            | 0:0                 | 2:2 | 3:2        | 0:2 | 0:2                        | 1:4          |             | 2:1         | 4:0        | 0:4             | 0:1                     | 3:0        |
| Maltepespor                | 3:3             | 1:0       | 1:2           | 3:0                | 0:2                   | 3:0*           | 0:0                 | 1:0 | 0:0        | 1:1 | 1:0                        | 1:2          | 1:0         |             | 3:0        | 2:0             | 2:0                     | 1:3        |
| Mardinspor                 | 0:7             | 0:4       | 0:3           | 0:2                | 0:3                   | 0:5            | 0:5                 | 0:3 | 0:3        | 0:5 | 0:3                        | 0:1          | 0:2         | 0:2         |            | 0:3             | 0:3                     | 0:2        |
| Oyak Renault SK            | 0:2             | 2:1       | 2:0           | 1:0                | 1:2                   | 3:0            | 1:0                 | 0:1 | 1:0        | 1:2 | 0:1                        | 3:0          | 4:0         | 0:1         | 4:0        |                 | 0:1                     | 0:0        |
| Sancaktepe Belediyespor    | 1:0             | 0:0       | 1:2           | 2:2                | 2:2                   | 3:1            | 1:0                 | 2:1 | 0:0        | 0:0 | 0:3                        | 1:0          | 3:0         | 4:0         | 8:0        | 2:1             |                         | 2:0        |
| Yozgatspor                 | 1:2             | 4:2       | 1:0           | 2:1                | 3:0                   | 2:3            | 3:1                 | 0:1 | 1:4        | 0:4 | 1:2                        | 1:1          | 2:1         | 1:2         | 7:0        | 2:2             | 2:2                     |            |

- * Diyarbakırspor konnte aus finanziellen Gründen die Anreise in den Istanbuler Stadtteil Maltepe nicht antreten und blieb der für den 21. Oktober 2012 um 15:00 Uhr angesetzten Begegnung fern.[8] Laut Reglement muss Diyarbakırspor im Falle eines erneuten Fernbleibens Zwangsabsteigen.[9]

## Play-offs

### 1. Play-off-Gleis
Halbfinale
| Datum                   |                            | Ergebnis              |                       | Stadion              |
| ----------------------- | -------------------------- | --------------------- | --------------------- | -------------------- |
| 13.05.2013 um 16:00 Uhr | Keçiörengücü               | 0:2                   | Gümüşhanespor         | Yozgat-Şehir-Stadion |
| 14.05.2013 um 16:00 Uhr | Kahramanmaraş Belediyespor | 1:1 n. V. (3:5 i. E.) | Darıca Gençlerbirliği | Yozgat-Şehir-Stadion |

Finale
| Gümüşhanespor                                              | Gümüşhanespor | Darıca Gençlerbirliği | Darıca Gençlerbirliği |
| ---------------------------------------------------------- | --- | --- | --------------------- |
| Gümüşhanespor                                              | \| Playoff-Finale \| \| 17. Mai 2013 um 16:00 Uhr in Yozgat (Yozgat-Şehir-Stadion) \| \| Ergebnis: 2:0 (1:0) \| \| Schiedsrichter: Çağatay Şahan \| \| Spielbericht \|                                                                                | \| Playoff-Finale \| \| 17. Mai 2013 um 16:00 Uhr in Yozgat (Yozgat-Şehir-Stadion) \| \| Ergebnis: 2:0 (1:0) \| \| Schiedsrichter: Çağatay Şahan \| \| Spielbericht \|                                                                                   | Darıca Gençlerbirliği |
| Gümüşhanespor                                              | Oğuz Çalışkan – Taner Koç, Fırat Hekimoğlu, Rahmi Akyazı, Koray Sönmez Uysal, Bilal İsak (83. Mehmet Sönmez) – Yılmaz Can Taşkıran (80. Burak Bükel), Tekin Adar (76. Barış Serbest), Samet Taş – Ali Kılıç, Gökhan Karali Cheftrainer: Yavuz İncedal | Ersin Aydın – Evren Horozal, İbrahim Fatih Dilek, İbrahim Yılmaz, Yusuf Atay, Hakan Duran – Güney Polat (60. Mustafa Kara), Sertaç Eren, Galip Ayvaz (65. Murat Akgül) – Ferhat Çoban, İbrahim Akdağ (67. Ömer Faruk Bilgin) Cheftrainer: Hasan Altuntaş | Darıca Gençlerbirliği |
| Gümüşhanespor                                              | 1:0 Koray Sönmez Uysal (16.) 2:0 Tekin Adar (62.) | | Darıca Gençlerbirliği |
| Gümüşhanespor                                              | Bilal İsak (66.), Tekin Adar (70.), Taner Koç (79.), Barış Serbest (89.) | Evren Horozal (55.), Sertaç Eren (60.) | Darıca Gençlerbirliği |
| Gümüşhanespor                                              | Gümüşhanespor ist durch diesen Sieg in die TFF 2. Lig aufgestiegen. | | Darıca Gençlerbirliği |
| Playoff-Finale                                             | | |                       |
| 17. Mai 2013 um 16:00 Uhr in Yozgat (Yozgat-Şehir-Stadion) | | |                       |
| Ergebnis: 2:0 (1:0)                                        | | |                       |
| Schiedsrichter: Çağatay Şahan                              | | |                       |
| Spielbericht                                               | | |                       |

### 2. Playoff-Gleis
Halbfinale
| Datum                   |                            | Ergebnis |                   | Stadion            |
| ----------------------- | -------------------------- | -------- | ----------------- | ------------------ |
| 14.05.2013 um 17:00 Uhr | Sivas 4 Eylül Belediyespor | 1:2      | Dardanelspor      | Alanya-Oba-Stadion |
| 15.05.2013 um 17:00 Uhr | Ümraniyespor               | 2:1      | Batman Petrolspor | Alanya-Oba-Stadion |

Finale
| Dardanelspor                                             | Dardanelspor | Ümraniyespor | Ümraniyespor |
| -------------------------------------------------------- | --- | --- | ------------ |
| Dardanelspor                                             | \| Playoff-Finale \| \| 18. Mai 2013 um 16:00 Uhr in Alanya (Alanya-Oba-Stadion) \| \| Ergebnis: 5:0 (2:0) \| \| Schiedsrichter: Özgüç Türkalp \| \| Spielbericht \|                                                          | \| Playoff-Finale \| \| 18. Mai 2013 um 16:00 Uhr in Alanya (Alanya-Oba-Stadion) \| \| Ergebnis: 5:0 (2:0) \| \| Schiedsrichter: Özgüç Türkalp \| \| Spielbericht \|                                                                                | Ümraniyespor |
| Dardanelspor                                             | Erdi Yokuşlu – Murat Akçay, Onur Koçak, Erhan Karayer, Umut Doğru, Yavuz Özsevim – İlker Sayan, Samet Albayrak (84. Taner Çekiç) – Safa Serbest (89. Uğur Çelik), Ömer Altınay (66. Ardahan Gündoğdu) Cheftrainer: Tamer Tuna | Burak Öğür – Ömer Tunç, Ali Fırat Horasan, Bulut Kaya, Tuğrul Göksel (70. Yasin Tosun), Ömerül Faruk İşler (46. Serdal Öz) – Bahadır Taşdelen, Uğur Utlu, Akın Karaaslan – Özer Kutlu, Burçağ Başel (62. Cebrail Serçek) Cheftrainer: Ergun Ortakçı | Ümraniyespor |
| Dardanelspor                                             | 1:0 Safa Serbest (2.) 2:0 Safa Serbest (25.) 3:0 Umut Doğru (45.) 4:0 Umut Doğru (70.) 5:0 İlker Sayan (90.) | | Ümraniyespor |
| Dardanelspor                                             | Ömer Altınay (5.), Safa Serbest (26.) | Ömerül Faruk İşler (43.), Bulut Kaya (75.) | Ümraniyespor |
| Dardanelspor                                             | Yavuz Özsevim (73.) | | Ümraniyespor |
| Dardanelspor                                             | Dardanelspor ist durch diesen Sieg in die TFF 2. Lig aufgestiegen. | | Ümraniyespor |
| Playoff-Finale                                           | | |              |
| 18. Mai 2013 um 16:00 Uhr in Alanya (Alanya-Oba-Stadion) | | |              |
| Ergebnis: 5:0 (2:0)                                      | | |              |
| Schiedsrichter: Özgüç Türkalp                            | | |              |
| Spielbericht                                             | | |              |

### 3. Playoff-Gleis
Halbfinale
| Datum                   |              | Ergebnis              |                       | Stadion               |
| ----------------------- | ------------ | --------------------- | --------------------- | --------------------- |
| 15.05.2013 um 16:00 Uhr | İstanbulspor | 1:4                   | Tekirova Belediyespor | Malatya-İnönü-Stadion |
| 16.05.2013 um 16:00 Uhr | Pazarspor    | 1:1 n. V. (4:3 i. E.) | Fatih Karagümrük      | Malatya-İnönü-Stadion |

Finale
| Tekirova Belediyespor                                        | Tekirova Belediyespor | Pazarspor | Pazarspor |
| ------------------------------------------------------------ | --- | --- | --------- |
| Tekirova Belediyespor                                        | \| Playoff-Finale \| \| 19. Mai 2013 um 16:00 Uhr in Malatya (Malatya-İnönü-Stadion) \| \| Ergebnis: 2:2 (0:1), 4:5 i. E. \| \| Schiedsrichter: Mustafa İlker Coşkun \| \| Spielbericht \|                                                                             | \| Playoff-Finale \| \| 19. Mai 2013 um 16:00 Uhr in Malatya (Malatya-İnönü-Stadion) \| \| Ergebnis: 2:2 (0:1), 4:5 i. E. \| \| Schiedsrichter: Mustafa İlker Coşkun \| \| Spielbericht \|                                                                  | Pazarspor |
| Tekirova Belediyespor                                        | Hüseyin Daş – Yusuf Onur Arıkan, İsmail Şener (110. İbrahim Özder), Gökhan Korkmaz, Mustafa Özkaya, Gökhan Aydıngül – Mustafa Altun (85. Mehmet Kahvecioğlu), Osman Torun, Sergen Yılmaz – Uğur Karakoç (74. Mustafa Acar), Devrim Aksongur Cheftrainer: Şevki Tonyalı | Fethi Bilgin – Onur Demir, Aykut Civelek, Şemsettin Kılıç, Erdinç Çepoğlu, Ali Aydoğan (68. Mustafa Dağdeviren) – Levent Kale, Ramazan Öztürk, Feyyaz Aydil – Evren Erdeniz (76. Hacı Şükrü Çiçek), Ali Köse (85. Muhammet Yılmaz) Cheftrainer: Erhan İnanç | Pazarspor |
| Tekirova Belediyespor                                        | 1:1 Gökhan Korkmaz (50.) 2:1 Mustafa Acar (75.) | 0:1 Ali Köse (34.) 2:2 Hacı Şükrü Çiçek (85.) | Pazarspor |
| Tekirova Belediyespor                                        | Elfmeterschießen | | Pazarspor |
| Tekirova Belediyespor                                        | Mustafa Özkaya Gökhan Aydıngül Devrim Aksongur İbrahim Özder ? | Levent Kale Mustafa Dağdeviren Muhammet Yılmaz Şemsettin Kılıç Erdinç Çepoğlu | Pazarspor |
| Tekirova Belediyespor                                        | Ömer Altınay (5.), Safa Serbest (26.) | Ömerül Faruk İşler (43.), Bulut Kaya (75.) | Pazarspor |
| Tekirova Belediyespor                                        | Yavuz Özsevim (73.) | | Pazarspor |
| Tekirova Belediyespor                                        | Pazarspor ist durch diesen Sieg in die TFF 2. Lig aufgestiegen. | | Pazarspor |
| Playoff-Finale                                               | | |           |
| 19. Mai 2013 um 16:00 Uhr in Malatya (Malatya-İnönü-Stadion) | | |           |
| Ergebnis: 2:2 (0:1), 4:5 i. E.                               | | |           |
| Schiedsrichter: Mustafa İlker Coşkun                         | | |           |
| Spielbericht                                                 | | |           |

## Torschützenliste
Der Türkische Fußballverband (TFF) führt für alle drei Gruppen der TFF 3. Lig separate Torschützenlisten, bestimmt aber den Torschützenkönig aus einer einzigen zusammengefügten Torschützenliste. In der Liste werden nur die Tore im regulären Ligabetrieb gezählt. Tore die in der Playoffphase erzählt wurden, werden vom Fußballverband nicht in der Torschützenliste berücksichtigt.
| 1                         | Turkei | Doğan Karakuş   | Kocaelispor           | 22 |
| 1                         | Turkei | Özer Kutlu      | Ümraniyespor          | 22 |
| 2                         | Turkei | İbrahim Yılmaz  | Darıca Gençlerbirliği | 20 |
| 3                         | Turkei | Emrah Metoğlu   | Diyarbakır BB         | 19 |
| 3                         | Turkei | Ozan Sol        | Altınordu Izmir       | 19 |
| 3                         | Turkei | Timur Kosovalı  | Kayseri Şekerspor     | 19 |
| 4                         | Turkei | Gökhan Erdöl    | Belediye Bingölspor   | 18 |
| 4                         | Turkei | İlhan Aslanoğlu | Yimpaş Yozgatspor     | 18 |
| 5                         | Turkei | Yıldıray Koçal  | Keçiörengücü          | 17 |
| 6                         | Turkei | Gökhan Aydıngül | Tekirova Belediyespor | 16 |
| Stand: Saisonende 2012/13 |        |                 |                       |    |